# UFC on FX: Maynard vs. Guida
UFC on FX: Maynard vs Guida foi um evento de artes marciais mistas ocorrido no dia 22 de junho de 2012 no Casino Revel em Atlantic City, Nova Jersey. Os primeiros relatos da mídia se referiam a este evento como o UFC on FX 3 e o UFC on Fuel TV 3. Outros relatórios, com precisão, se referem a este evento como UFC on FX 4.

## Background
O evento principal é esperado para uma luta de cinco rounds, sem valer cinturão, entre Clay Guida e Gray Maynard. Esta seria a primeira luta desde que Guida perdeu para o agora Campeão dos Pesos Leves do UFC, Ben Henderson, em 12 de novembro de 2011 no UFC on Fox: Velasquez vs. Dos Santos. Já a última luta de Maynard foi em 8 de outubro de 2011 no UFC 136 contra o então Campeão dos Pesos Leves, Frankie Edgar.
O evento será a sétima vez que o UFC é realizado em Atlantic City, sendo a última no UFC 53 em 2005.
Rich Attonito era esperado para enfrentar Rick Story no evento. No entanto, Attonito foi forçado a sair da luta com uma lesão e substituído por Papy Abedi. Abedi também foi forçado a sair da luta com uma lesão e substituído pelo recém-chegado Brock Jardine.
Jimy Hettes era esperado para enfrentar Steven Siler no evento. No entanto, Hettes foi forçado a sair da luta com uma lesão e substituído pelo novato Joey Gambino.
Matthew Riddle era esperado para enfrentar Luis Ramos no evento. No entanto, Riddle foi forçado a sair da luta com uma lesão e substituído por Matt Brown.
Edwin Figueroa era esperado para enfrentar Ken Stone no evento. No entanto, Figueroa foi forçado a sair da luta com uma lesão e substituído por Francisco Rivera. Rivera se machucou e foi substituído por Dustin Pague, que tinha acabado de lutar no UFC on FX: Johnson vs. McCall duas semanas antes deste evento.

## Card Oficial
Nota 1 Catone levou uma joelhada que causou um corte.

## Bônus da Noite
Os lutadores receberam US$ 50 mil em bônus.
- Luta da Noite:  Sam Stout vs.  Spencer Fisher
- Nocaute da Noite:  Cub Swanson
- Finalização da Noite:  Dan Miller